# Wayne Rooney
Wayne Mark Rooney (* 24. října 1985 Liverpool) je anglický fotbalový trenér, který naposledy trénovale americký klub D.C. United a bývalý profesionální fotbalista, který hrával na pozici útočníka. Mezi lety 2003 a 2018 odehrál také 120 utkání v dresu anglické reprezentace, ve kterých vstřelil 53 branek.
Je historicky nejlepším kanonýrem anglické reprezentace a historicky druhým nejlepším střelcem Premier League. Od roku 2004 byl hráčem Manchesteru United, kde zažil nejúspěšnější období své kariéry. Celkově v klubu strávil 13 let.
V lednu 2021 oznámil ukončení hráčské kariéry a stal se trenérem klubu Derby County. 

## Klubová kariéra

### Everton FC
Poprvé na sebe upozornil, když se v říjnu 2002 stal nejmladším střelcem Premier League. Bylo mu 16 let a 360 dní a hrál za Everton z Liverpoolu. Jeho gól byl vítězný a Everton díky němu porazil Arsenal FC, pro který to byla první ligová porážka po téměř roce.
V roce 2004 získal ocenění Golden Boy, které uděluje italský sportovní deník Tuttosport ve spolupráci s dalšími evropskými novinami vítězi hlasování o nejlepšího hráče do 21 let působícího v některé z evropských nejvyšších fotbalových lig.
Během ME 2004 se stal doslova senzací a nebylo překvapením, že se ho mnoho klubů snažilo dostat do svého kádru. Everton však prohlašoval, že ho nepustí za méně než 50 milionů liber. Nakonec po mnoha týdnech spekulací v médiích Rooney přestoupil 31. srpna 2004, tedy v poslední den přestupového okna, do Manchesteru United za zhruba 25 milionů liber.

### Manchester United
Za svůj nový klub poprvé nastoupil po vyléčení zlomeného malíčku na noze 28. září 2004 v Lize mistrů proti tureckému Fenerbahçe. Nástup to byl ohromující – Manchester vyhrál 6:2 a Rooney dal 3 góly a na jeden přihrál.
Za sezónu 2009/10 získal ocenění Hráč roku Premier League (PFA Player of the Year).
Na konci roku 2010 mu skončila smlouva a nechtěl ji prodloužit. Toho se snažil využít Manchester City. Nakonec Rooney zůstal v Manchesteru United.
Dne 2. března 2013 se ve 28. ligovém kole jedním gólem podílel na výhře United 4:0 proti Norwichi. Ve 30. kole zařídil svým gólem vítězství 1:0 nad hostujícím Readingem. Ve 34. kole Premier League 20. dubna 2013 porazil Manchester United Aston Villu 3:0, Rooney mohl v předstihu slavit se spoluhráči ligový titul (dvacátý v historii klubu).
V dresu Manchesteru United se stal 5× vítězem anglické Premier League, jedenkrát FA Cupu a podařilo se mu vyhrát i prestižní Ligu mistrů UEFA.

### Everton FC (návrat)
V červenci 2017 se po 13 letech vrátil do Evertonu. Podepsal zde dvouletý kontrakt.

### DC United
Opět v červenci ale roku 2018 přestoupil do amerického klubu DC United působícího v severoamerické lize Major League Soccer, kde hodlal ukončit kariéru.

### Derby County FC
V srpnu roku 2019 potvrdil Wayne Rooney, že od ledna 2020 se připojí k druholigovému celku Derby County FC jako hráč a jako asistent trenéra. Podobně jako když se vracel Vincent Kompany z Manchester City FC do jeho rodného RSC Anderlecht.

## Reprezentační kariéra

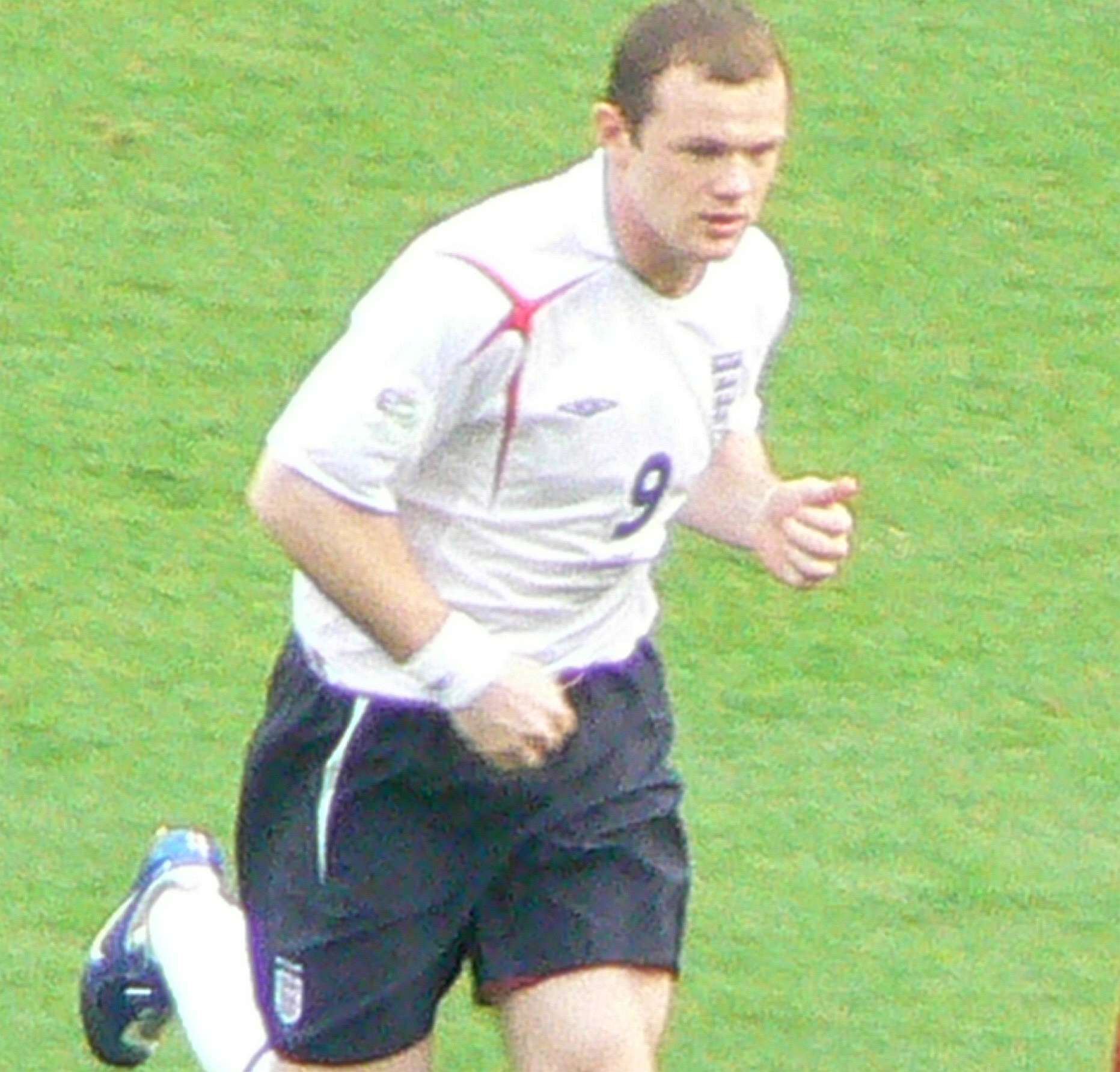
Rooney v reprezentaci (2006)

Vynikal i v reprezentačním dresu. V únoru 2003 se stal nejmladším hráčem v historii anglické reprezentace a na mistrovství Evropy 2004 se stal nejmladším střelcem v historii Anglie a rovněž evropských šampionátů. Tento rekord (nejmladší střelec ME) byl ale překonán již o 4 dny později švýcarským záložníkem Johanem Vonlanthenem.[zdroj?]
Zúčastnil se MS 2006 v Německu, MS 2010 v Jihoafrické republice, EURA 2012 v Polsku a na Ukrajině, MS 2014 v Brazílii a také EURA 2016 ve Francii.
Dne 22. března 2013 nastoupil kvalifikačním zápase na MS 2014 v Brazílii proti domácímu San Marinu, který skončil drtivým vítězstvím Anglie 8:0. Rooney vstřelil jeden gól. 26. března vsítil jeden gól proti domácí Černé Hoře, na vítězství to však nestačilo, Anglie pouze remizovala 1:1.
Trenér Roy Hodgson jej vzal na Mistrovství světa 2014 v Brazílii, kde Angličané vypadli již v základní skupině D, obsadili s jedním bodem poslední čtvrtou příčku.
Rooney vstřelil v září 2015 v kvalifikaci na EURO 2016 proti týmu Švýcarska v anglickém národním týmu 50. gól a překonal tak 49 gólů předchozího rekordmana Bobbyho Charltona.
Pod vedením trenéra Roye Hodgsona se zúčastnil i EURA 2016 ve Francii, kam se Anglie suverénně probojovala bez ztráty bodu z kvalifikační skupiny E.
Dne 23. srpna 2017 se rozhodl ukončit reprezentační kariéru jako historicky nejlepší střelec anglické reprezentace. V dresu Albionu nastřádal v letech 2003–2017 (poslední zápas odehrál v listopadu 2016) celkem 119 startů a vstřelil 53 branek.

## Úspěchy

### Individuální
- Světová jedenáctka FIFA FIFPro – 2011[18]